# Numero di Armstrong
I numeri di Armstrong sono numeri per i quali la somma delle {\displaystyle k} cifre che li costituiscono, ognuna elevata a {\displaystyle k}, equivale al numero di partenza. Ad esempio: {\displaystyle 153=1^{3}+5^{3}+3^{3}=1+125+27=153}. Questi numeri sono talvolta denominati anche numeri narcisistici o plus-perfect numbers.
Tutti i numeri naturali {\displaystyle m<10} sono numeri di Armstrong, poiché hanno {\displaystyle 1} cifra e {\displaystyle m^{1}=m}. Alcuni altri elementi della serie sono: 153, 370, 371, 407, 1634, 8208, 9474, 54748, 92727, 93084, 548834, 1741725, ecc. come può anche essere rapidamente verificato.